# Aesop Rock
Aesop Rock, pseudonimo di Ian Matthias Bavitz (New York, 5 giugno 1976), è un rapper, polistrumentista, pittore, poeta e produttore discografico statunitense, i cui album sono stati accolti dalla critica con forte favore per la loro originalità e profondità.
Aesop Rock è una delle punte di diamante dell'etichetta Def Jux, ed una delle figure più quotate del panorama hip hop underground statunitense, dando una visione prettamente politica e cinica verso la società. Lo contraddistingue un timbro di voce potente e basso, simile ad altri rappers come Del Tha Funkee Homosapien, ed uno stile particolare, amante della metafora e delle immagini, caricato su basi impegnative.

## Biografia
L'inizio della sua carriera è all'insegna dell'autoproduzione di due album: Music For Earthworms del 1997 e Appleseed del 1999. Nel 2000 è la volta di Float pubblicato sotto la Mush Records. Grazie ai successi con le produzioni underground, entra nella Def Jux presentandosi con le hit Coma e Boom Box, a questi fa seguire nel 2001 l'LP  Labor Days, le cui particolari produzioni sono curate da Blockhead.
Lo stesso Aesop pubblica l'EP Daylight 12" su vinile, seguito dall'album Bazooka Tooth, nel settembre 2003, che riscuote un successo underground di grande portata, e che incorona Aesop come uno dei più talentuosi MC. Particolare è pure la copertina del CD: uno studente con l'apparecchio per i denti, in preda alla frustrazione, deriso da compagni che ne avrebbero a loro volta bisogno. Il singolo è Freeze.
Con il suo sarcasmo nell'approccio al sistema americano, all'11 settembre 2001, al continuo riferimento ad una Guerra Mondiale di cui ogni uomo è ignaro soldato, che costituisce una linea di pensiero condivisa da tutta l'etichetta, risulta difficile trovargli una catalogazione artistica che comunque lo trova allineato nell'hip hop underground politico di New York, caratteristica che lo accomuna agli altri artisti della Def Jux.

## Discografia

### Album in studio
Da solista
- 1997 - Music for Earthworms
- 2000 - Float
- 2001 - Labor Days
- 2003 - Bazooka Tooth
- 2007 - None Shall Pass
- 2012 - Skelethon
- 2016 - The Impossible Kid
- 2020 - Spirit World Field Guide

Collaborativi
- 2011 - Are You Gonna Eat That? (con Rob Sonic come Hail Mary Mallon)
- 2013 - Hokey Fright (con Kimya Dawson come The Uncluded)
- 2014 - Bestiary (con Rob Sonic come Hail Mary Mallon)
- 2019 - Malibu Ken (con Tobacco come Malibu Ken)
- 2021 - Garbology (con Blockhead)

### EP
- 1999 - Appleseed
- 2002 - Daylight
- 2005 - Fast Cars, Danger, Fire and Knives
- 2007 - All Day: Nike+ Original Run
- 2014 - The Blob

### Mixtape
Con The Weathermen
- 2003 - The Conspiracy